# Westerham (Feldkirchen-Westerham)
Westerham ist mit 3.010 Einwohnern (Stand 18. Juni 2024) der größte Gemeindeteil der Gemeinde Feldkirchen-Westerham.

## Geographie

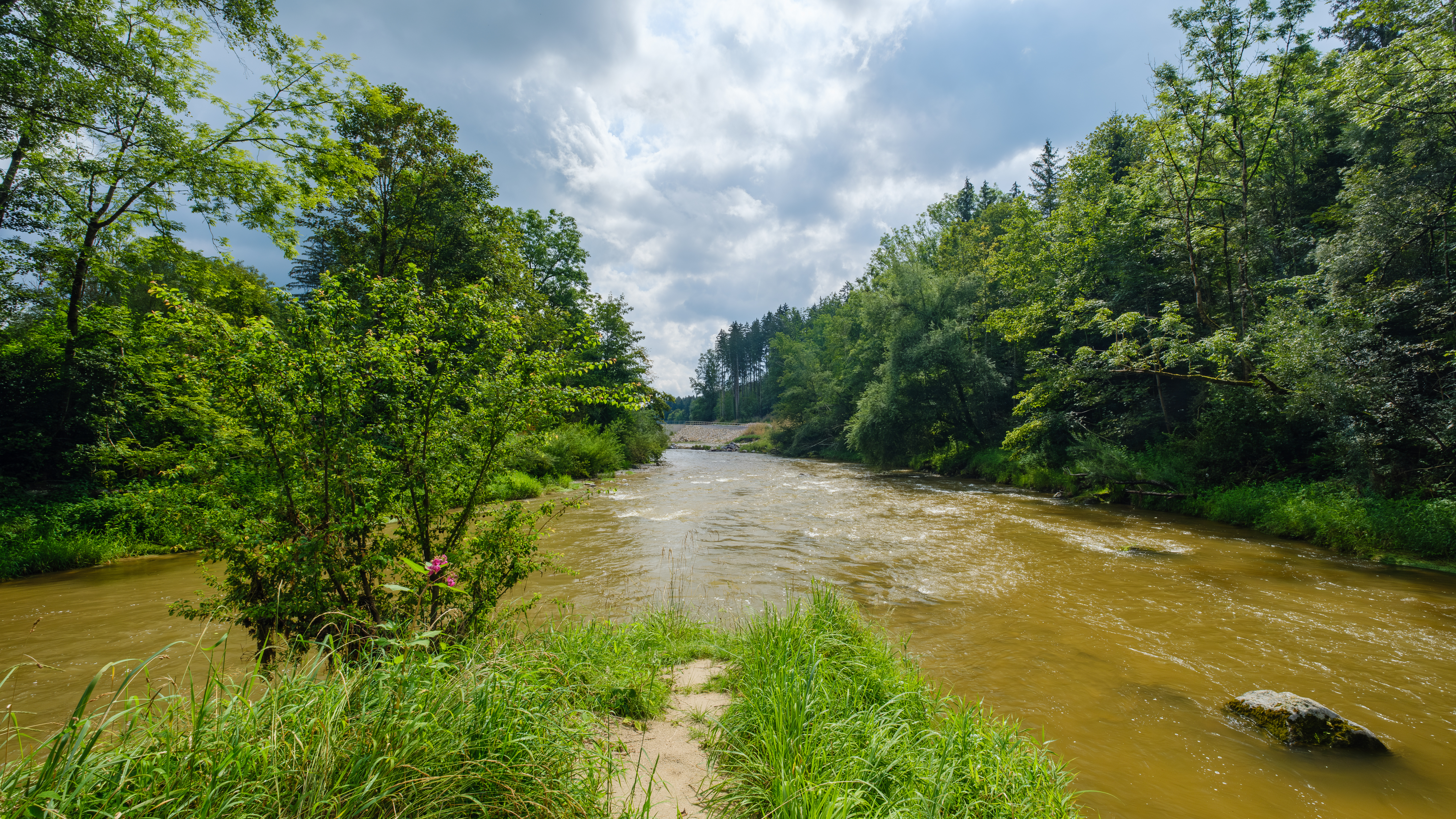
Zusammenfluss der Mangfall und der Leitzach (rechts), Sommer 2024.

Das Kirchdorf liegt auf einer Höhe von 556 m ü. NN und liegt im Südwesten der Gemeinde. Westerham wird von der Mangfall durchflossen und am südöstlichen Ortsrand mündet die Leitzach in die Mangfall.

## Geschichte
Westerham wird erstmals 1115 urkundlich erwähnt. Darin wird Heinrich der Westerhaimer genannt, dessen Wappen (ein Sparren) heute im Wappen der Gemeinde Feldkirchen-Westerham enthalten ist. Am Ortsausgang von Westerham Richtung Holzolling befand sich die Burg der Westerhaimer, die Kraxlburg auf dem Gschösslberg. Von der Burg sind heute kaum mehr Reste vorhanden, die Steine wurden vermutlich beim Bau der Kirche von Esterndorf verwendet. Mit der Errichtung der Mangfalltalbahn erhielt Westerham einen (damals noch außerorts gelegenen) Bahnhof. Dieser wurde im Zweiten Weltkrieg zerstört und 1945 in seiner heutigen Form neu errichtet.
Der erste größere Industriebetrieb in Westerham siedelte sich 1966 in Form der Firma Spinner an, anschließend bildete sich ein Gewerbegebiet am östlichen Rand Westerhams und im Müllerland in Feldolling. Zu Beginn der 1970er Jahre wurde die Kanalisation fertiggestellt, woraufhin eine rege Bautätigkeit begann.

## Sehenswürdigkeiten

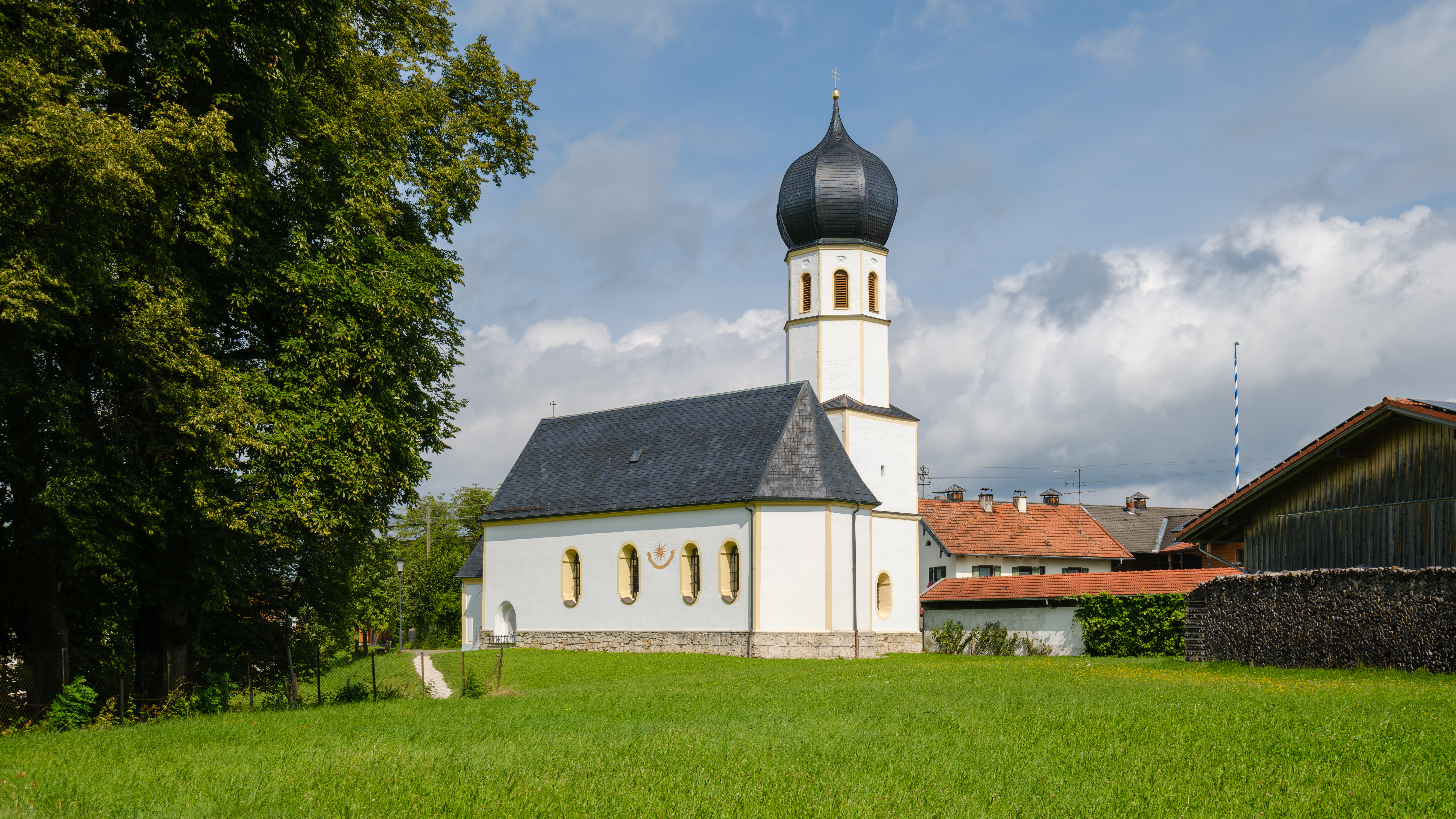
Die Kirche St. Peter und Paul (2024).

- Die Kirche St. Peter und Paul ist eine Filialkirche der Pfarrkirche St. Laurentius in Feldkirchen. Sie wurde im 15. Jahrhundert erbaut, Ende des 17. Jahrhunderts und zu Beginn des 20. Jahrhunderts restauriert. 1923 wurde der Kirche eine Vorhalle in Form einer Kriegsgedächtniskapelle gebaut.
- Luitpoldstein: 315 Zentner schwerer Marmorklotz, errichtet am 12. März 1911 zum 90. Geburtstag des Prinzregenten Luitpold von Bayern, der in der Gegend um Westerham gern zur Jagd ging.

## Wirtschaft
In Westerham ist ein größeres Gewerbegebiet der Gemeinde anzutreffen. Hier ist unter anderem die Firma Spinner angesiedelt.

## Verkehr
In Westerham befindet sich auf der Mangfalltalbahn einer von zwei Bahnhöfen der Gemeinde, der für die Pendler nach Rosenheim und München zur Verfügung steht.

## Persönlichkeiten
- Thomas Bacher (1863–1945), früherer Ehrenvorsitzender des Westerhamer Trachtenvereins, gestorben in Westerham